# 清代伊犁锡伯驻防
清代伊犁锡伯驻防指清代西迁至伊犁地区的锡伯八旗驻防。

## 背景
康熙38年（1699年），大清政府将锡伯人迁至盛京将军辖下，编入各地八旗驻防。除了驻防的军事任务以外，锡伯人也在辽河平原一带以耕种为主业，手工业为副业。:95

## 西迁
乾隆27年（1762年），首任伊犁将军明瑞就任，次年其上书请求拓地屯田、增设卡伦。奏折中要求调拨锡伯人前往驻防。清廷决定自盛京将军辖下调拨锡伯人“精壮能牧”者一千名，最终选派士兵1000名，防御、骁骑校20名，携同眷属3275人。离开盛京时在册人数4295名，到达新疆后确认有额外随队的亲友405名（男247人、女158人），途中出生婴儿350人，到达伊犁时总共5050人。:95,96
西迁时，锡伯人分两队出发，第一队在乾隆29年（1764年）四月初十出发，由盛京城镶黄旗协领阿穆呼郎带领，有防御、骁骑校各5员，兵499名，眷属1675人；第二队在四月十九出发，由熊岳城协领噶尔赛带领，有防御、骁骑校各5员，兵501名，眷属1600人。:96
清廷限定西迁期限三年，而两队锡伯人途经漠北蒙古，于乾隆30年（1765年）七月二十、二十二日抵达伊犁绥定，经过了1年5个月。乾隆32年（1767年）初、锡伯人受伊犁将军明瑞之命，跨过冰封的伊犁河，驻扎于伊犁河南岸的察布查尔。:97,98

## 驻防
抵达伊犁后，锡伯营设立。最初编为6个牛录，后因人口增长，扩为8个牛录，并设立8个旗。左翼四旗为第一镶黄旗、第三正白旗、第五镶白旗、第七正蓝旗；右翼四旗为第二正黄旗、第四正红旗、第六镶红旗、第八镶蓝旗。每旗辖一个牛录。每牛录设佐领1员、骁骑校1员、空蓝翎2员、领催4名、披甲121名。该八旗设领队大臣1员，由满人担任，驻惠远城；总管、副总管各1员，驻锡伯营；佐领驻于各牛录。:98

### 屯垦
锡伯营在驻扎地修渠引水，开荒耕田。8个牛录中有3个牛录在伊犁河支流绰霍尔河两岸，开垦田地一万亩。18世纪末、19世纪初，锡伯营在绰霍尔河之南开渠引水灌溉，该渠竣工于1808年，东西长100余公里，深一丈、宽一丈二尺，现名察布查尔布哈。该渠灌溉新地78,700余亩。